# Колтуши
Ко́лтуши (фин. Keltto) — город (с 25 июня 2023 года) во Всеволожском районе Ленинградской области, административный центр Колтушского городского поселения. Расположен на Колтушском шоссе. Ранее — место компактного проживания ингерманландских финнов.

## Название
Происходит от прибалтийско-финского kelttu, заимствованного из раннепротославянского geltu — жёлтый.
Название Колтуши издревле встречается среди деревень Новгородской губернии.

## История

### До XIX века
В 1500 году Ильинской Телкужской (Келтушской) погост Ореховского уезда с центром в Колтушах, впервые упомянут в Писцовой книге Водской пятины.
В 1580 году происходит первое картографическое упоминание Колтуш — селение Kjeltis, на шведской карте Карелии, составленной после взятия Кексгольма, Понтусом де ла Гарди.
В 1628 году в Колтушах был основан третий в Ингерманландии лютеранский приход (Лемболово — 1611 год, Корабсельки — 1625 год).
В 1727 году селение Келтис называют — Колтыши, а позднее переименовывают в Зелёную мызу.
В 1732 году Зелёная мыза, с 36 деревнями в придачу, была пожалована Анной Иоанновной графу П. И. Ягужинскому.
В 1733 году Павлом Ивановичем Ягужинским в ней была построена православная церковь во имя святых первоверховных апостолов Петра и Павла. Церковь была деревянная с одним престолом и одним входом, обшита тёсом, а главы обиты жестью, колокольня была устроена на столбах.
В 1736 году мыза перешла по наследству его сыну Сергею Павловичу Ягужинскому, а затем за долги отошла в казну.
В 1768 году была построена лютеранская кирха в честь Святого Георгия на 800 мест.
В 1770 году Зеленая мыза была пожалована Екатериной II князю Потемкину и переименована в село Петропавловское. На карте Санкт-Петербургской губернии Я. Ф. Шмидта того же года она упоминается как деревня Колтуши в составе Шлиссельбургского уезда.
В 1798 году село перешло во владение семьи Чоглоковых. По одним данным село купил у Казённой палаты Николай Наумович Чоглоков (1718—1754), что однако не согласуется с годами его жизни.
По другим данным того же автора село купил у наследника Потёмкина Александра Николаевича Самойлова сын Николая Наумовича Чоглокова — Николай Николаевич Чоглоков (1749 — после 1796, Ревель), заключённый за покушение на жизнь барона Унгерн фон Штернберга на 15 лет в Шлиссельбургскую крепость, которому после освобождения было разрешено с 1796 года поселиться в Ревеле, где он вскоре умер.
Его наследник Павел Николаевич Чоглоков (1772—1832), участник войн со шведами, поляками и французами, вышел в отставку в чине генерал-лейтенанта, похоронен в селе Колтуши в 1832 году. В деревне Старая, находящейся смежно с деревней Колтуши, есть улица его имени, а в 2012 году на улице Генерала Чоглокова был торжественно открыт памятник генералу.

### XIX век
На «Карте окружности Санкт-Петербурга» 1810 года упоминается село Новые Колтуши и смежно с ним деревня Старая Деревня.

КОЛТУШИ — село принадлежит ротмистру Александру Чоглокову, жителей по ревизии 45 м. п., 39 ж. п., 
В оном Церковь деревянная во имя Святых Апостолов Петра и Павла. (1838 год)

В 1839 году «дозволено было построить на том же месте каменную церковь, в 3 саженях от прежней, по плану архитекторского помощника Позднякова». Церковь строилась на пожертвования помещика А. П. Чоглокова, помещицы Е. Осоргиной, прихожан и «посторонних лиц». Церковь была освящена во имя апостолов Петра и Павла. Церковь была известна своей иконой Тихвинской Божией Матери, а также двумя колоколами отлитыми на заказ в Стокгольме в 1748 и 1774 годах. В церкви были похоронены: генерал-лейтенант Павел Чоглоков и «жена полковника Евгения Лаврентьевна Осоргина».
В 1849 году на этнографической карте Санкт-Петербургской губернии П. И. Кёппена была обозначена деревня «Keltos», расположенная в ареале расселения савакотов.

КОЛТУШИ — село г. Чоглокова, по просёлкам, 15 дворов, 49 душ м. п. (1856 год)

В том же 1856 году в Колтушах открылась первая школа. Основали её местный пробст и помещик А. Чоглоков, который предоставил школе 500 квадратных саженей земли и помещение. Первым учителем в Колтушской школе был Карл Осоланус, преподавание велось на финском языке.
Число жителей села по X-ой ревизии 1857 года: 34 м. п., 33 ж. п..
На Плане генерального межевания Шлиссельбургского уезда упоминается как село Колтуш при мызе Колтуш.

КОЛТУШИНО — село Чоглокова с 23 деревнями. Число душ крепостных людей мужского пола: крестьян — 1320, дворовых — нет. Число дворов или отдельных усадеб: 427. Число тягол: оброчных — нет, издельных — 183, состоящих частью на оброке, частью на барщине — 291. Земли состоящей в пользовании крестьян (в десятинах): усадебной: не определено; пахотной: всего — 1394, на душу — 1,05; сенокосы: 3297,5; выгоны: по берегам озёр, ручьёв, полям и сухим болотам; кустарник: нет; всего удобной на душу: 3,55. Земли несостоящей в пользовании крестьян (в десятинах): нет. Величина денежного оброка: от 21 до 45 рублей с тягла. Добавочные повинности к денежному оброку: с тягла рабочих дней мужских пеших — 10, женских — 10, конных — 6. (1860 год)

В 1860 году село Колтуши насчитывало 19 дворов.

КОЛТУШИ — село владельческая при озере Колтушском; 16 дворов, жителей 43 м. п., 33 ж. п., Церковь православная.

ЧЕГЛОКОВА — мыза владельческая при озере Колтушском; 17 дворов, жителей 34 м. п., 33 ж. п. (1862 год)

В 1863 году первая колтушская школа закрылась, так как раздосадованный отменой крепостного права помещик А. Чоглоков отобрал у школы и помещение и земельный надел.
В 1869 году временнообязанные крестьяне деревни Колтуши выкупили свои земельные наделы у А. П. Чоглокова.
В 1875 году 20 января умер Александр Чоглоков.
В 1877 году в селе открылась воскресная школа, содержавшаяся на средства прихожан. Обучение в ней чтению, письму и лютеранскому катехизису вели пастор Й. В. Мурман и его помощник П. Ватанен.
В 1881 году шлиссельбургским земством была построена общая для православных и лютеран школа «в 6 верстах от церкви».
Согласно подворной переписи 1882 года в селе проживали 15 семей, число жителей: 41 м. п., 36 ж. п., лютеране: 9 м. п., 6 ж. п., разряд крестьян — собственники, а также пришлого населения 6 семей, в них: 10 м. п., 17 ж. п., лютеране: 6 м. п., 12 ж. п..
- План села и мызы Колтуши. 1885 год

В 1885 году, согласно карте окрестностей Петербурга, деревня Старые Колтуши (Старая), насчитывала 65 дворов, а деревня Новая (Колтуши) — 17. Сборник же Центрального статистического комитета, так описывал Колтуши и его окрестности:

КОЛТУШИ — село бывшее владельческое, дворов — 19, жителей — 94; Волостное правление (до уездного города 25 вёрст), церковь православная, часовня, две школы, торжок в 9-ю пятницу и 29 июня.
 В 1 версте — церковь лютеранская. В 6 верстах — молитвенный дом лютеранский и школа. В 15 верстах — кирпичный завод. В 18 верстах — молитвенный дом лютеранский, школа, лавка, кирпичный завод и пароходная пристань. В 19 верстах — молитвенный дом римско-католический, школа, больница и три кирпичных завода. В 20 верстах — молитвенный дом лютеранский и школа. В 22 верстах — лесопильный завод. (1885 год).

По данным Материалов по статистике народного хозяйства 1885 года 4 крестьянских двора в селе (или 27 % всех дворов) выращивали на продажу смородину и клубнику.
В 1889 году, согласно материалам по статистике народного хозяйства Шлиссельбургского уезда, мыза Колтуши и при ней 13 101 десятина земли, принадлежали дворянам Л. и П. А. Чоглоковым, ещё 470 десятин принадлежали действительному статскому советнику А. А. Чоглокову. Землю Чоглоковы сдавали в аренду. Дачу из 12 комнат, также сдавали. В имении было 3 лошади. Сдавались охотничьи угодья за 900 рублей в год, а также добыча песка и камня давала от 50 до 350 рублей прибыли ежегодно.
В 1893 году, согласно карте Шлиссельбургского уезда, село Колтуши насчитывало 16 крестьянских дворов.
В 1895 году барон П. Л. Корф подготовил и получил высочайшее одобрение проекта устройства узкоколейной железной дороги от Охтинских заводов до села Колтуши, но проект остался нереализованным.

КОЛТУШИ — село на земле Колтушского сельского общества, при губернской земской дороге, при о. Колтушском 24 двора, 70 м. п., 70 ж. п., всего 140 чел. смежно с владельческой усадьбой Ильиных (имение Колтуши) в усадьбе.

СТАРЫЕ КОЛТУШИ — поселок на земле Ильиных, по почтовому тракту из Петербурга в Шлиссельбург, при о. Колтушском 6 дворов, 20 м. п., 15 ж. п., всего 35 чел. смежен с селом Колтуши и церковной нарезкой, православная церковь, приходская школа св. Петра и Павла.

КОНТОРА имения Ильиных — при почтовом тракте из Петербурга в Шлиссельбург, при о. Колтушском 2 двора, 10 м. п., 5 ж. п., всего 15 чел. смежна с церковной землёй и селом Колтуши.

Паровая мукомольная МЕЛЬНИЦА при селе КОЛТУШИ — землевладелец Юлиус Иванович Мертуни, на почтовом тракте из Петербурга в г. Шлиссельбург, при о. Колтушском 1 постройка, 2 м. п., 2 ж. п., всего 4 чел.

ЦЕРКОВНЫЕ ДОМА — причта православной церкви св. Петра и Павла при селе КОЛТУШИ, при почтовом тракте из Петербурга в Шлиссельбург, при о. Колтушском 3 постройки, 6 м. п., 9 ж. п., всего 15 чел. смежно с усадьбой Ильиных и селом Колтуши православная церковь св. Петра и Павла (имела 4 дес. 552 саж. земли), приходская школа. (1896 год)

В 1898 году 542 десятины земли в имении Колтуши принадлежали купцу Николаю Карловичу Могольду. Мыза Колтуши площадью 11 373 десятины принадлежала братьям Алексею и Афиногену Алексеевичам Ильиным.
В конце XIX — начале XX века село являлось административным центром Колтушской волости 2-го стана Шлиссельбургского уезда Санкт-Петербургской губернии. Его население было смешанным — финско-русским.
В 1900 году мызой Колтуши площадью 11 250 десятин владели братья Ильины: Афиноген Алексеевич Ильин, капитан 2-го ранга, предводитель дворянства Шлиссельбургского уезда и Алексей Алексеевич Ильин, русский государственный деятель, действительный статский советник, историк, нумизмат, картограф, впоследствии член-корреспондент Академии наук СССР.

### XX век
В июне 1901 года в селе Колтуши была открыта чайная «Шлиссельбургского попечительства о народной трезвости» с газетами, журналами и библиотекой.
В ноябре 1903 года в селе Колтуши была создана пожарная дружина из 46 членов и 24 дружинников: «лазальщиков, качальщиков и водоснабжателей».
В 1905 году мыза Колтуши (6318 десятин 1304 сажени и 641 десятина 2161 саженя) находилась во владении барона Конрада Магнусовича фон Фитингоф-Шеля. В том же году, кроме чайной в Колтушах числилась и казённая винная лавка № 639.
В 1909 году деревня состояла из 16 дворов.
В 1913 году 4 августа военные манёвры в Колтушах посетил император Николай II.
В 1914 году в селе работала Колтушская одноклассная православная церковно-приходская школа, заведующий — священник Николай Константинович Пашский, учитель — М. Дмитриев. В лютеранской кирхе пастором был Отто Андреевич Лоучилайне (Отто-Александр Лоухелайнен), младшим пастором — Роберт Андреевич Карнянен (Эверти Пярнянен).
Последним владельцем мызы перед революцией был гофмейстер Императорского двора Сергей Аркадьевич де-Каррьер — потомок французских эмигрантов, владелец лесопильного завода в основанном братьями Ильиными дачном посёлке Ильинский и, собственно, самого посёлка, один из учредителей «Всероссийского союза учреждений, обществ и деятелей по общественному и частному призрению» и основатель богадельни «Общество содействия трудоустройства посёлка Ильинскаго». Он же — один из авторов ещё одного, нереализованного проекта строительства узкоколейной железнодорожной дороги от станции Охта до Колтуш.
Колтушская волость была вновь образована в начале 1918 года, упразднена в конце 1922 года, а её территория которой вошла в состав Ленинской волости с центром в посёлке Всеволожском.
По данным губернской переписи 1920 года национальный состав населения Колтушской волости выглядел следующим образом:
- финны — 6230 (81,76 %)
- русские — 1326 (17,40 %)
- эстонцы — 63 (0,82 %)

В самой же деревне Колтуши проживали:

КОЛТУШИ — деревня Стародеревенского сельсовета, Ленинской волости, 52 хозяйства, 173 души.

Из них: русских — 38 хозяйств, 131 душа; финнов-ингерманландцев — 6 хозяйств, 23 души; немцев — 1 хозяйство, 4 души;
эстов — 3 хозяйства, 8 душ; поляков — 2 хозяйства, 4 души; латышей — 1 хозяйство, 2 души; евреев — 1 хозяйство, 1 душа. (1926 год)

В 1926 году был организован Колтушский финский национальный сельсовет население которого составляли: финны — 2053, русские — 209, другие нац. меньшинства — 43 человека.
Тогда же в Колтушах была создана биостанция Института экспериментальной медицины. Первоначально станция помещалась в тесном, неудобном здании бывшего имения С. А. де Каррьера. В том же году начинается строительство научного городка — села Павлово.
В 1932 году строительство было закончено и в начале 1933 года уже проводились исследовательские работы.
По административным данным 1933 год, в Колтушский финский национальный сельсовет входили деревни: Аро, Берёзовка, Бор, Вирки, Запольки, Коннисты, Кирицкое Поле, Колбино, Коркино, Лиго-Лампи, Пундолово, Русско-Кирка, Сельцы, Старая, Суоранда, Товры, Токкари, Хирвости, Хязельки, Янино, выселок Янино и село Колтуши, его общее население составляли 4010 человек.
В 1934 году была капитально отремонтирована «дорога с каменным покрытием — Колтушское шоссе» и открыто автобусное сообщение на линии Ленинград — Колтуши. Началось строительство клуба.
По административным данным 1936 года село Колтуши являлось центром Колтушского финского национального сельсовета Ленинградского Пригородного района. В сельсовете было уже 28 населённых пунктов, 867 хозяйств и 16 колхозов.
В 1938 году население деревни составляло 223 человека, из них русских — 112 человек, финнов — 13 человек.

КОЛТУШИ — деревня Колтушского сельсовета, 364 чел. (1939 год)

- План села Колтуши. 1939 год

Согласно топографической карте 1939 года Колтуши насчитывали 54 двора.
В 1939 году был создан Институт сравнительной физиологии высшей нервной деятельности, позже вошедший в Институт физиологии им. И. П. Павлова. Национальный сельсовет был ликвидирован весной того же года.
В годы войны в деревне располагались:
- эвакуационный госпиталь № 924
- полевой подвижный госпиталь № 634[71]

В 1958 году население деревни составляло 467 человек.
Поскольку Колтуши окружены ингерманландскими деревнями, то и ингерманландская тематика вкралась в легенды. По одной из них, молочница Катри Пелтонен снабжала своей продукцией не только мэтра отечественной физиологии, который всем напиткам предпочитал молоко, но и собак павловского вивария. В знак благодарности Катри один эстонский скульптор сделал барельеф, где изобразил молочницу с кувшином и собаками, правда без Павлова. Барельеф был бронзовый, за что и поплатился: в одну прекрасную ночь его украли. Но павловцы изготовили копию и теперь поступают умнее: вешают барельеф на постамент только по праздникам и только днём.
В Иванов день 1989 и 2010 годов, в первую субботу после 19 июня, ингерманландцы из организации Инкерин Лиитто проводили в Колтушах национальный этнографический праздник Юханнус (Juhannus). Впервые такой праздник проводился в Колтушах в 1910 году.
По данным 1990 года в деревне Колтуши проживали 242 человека. Деревня также являлась административным центром Колтушского сельсовета в который входили 19 населённых пунктов: деревни Аро, Бор, Кальтино, Канисты, Кирполье, Колбино, Колтуши, Коркино, Красная Горка, Куйворы, Лиголамби, Озерки-1, Орово, Старая, Старая Пустошь, Хязельки; посёлок Воейково и село Павлово, общей численностью населения 7876 человек.
В 1997 году в деревне проживали 188 человек, в 2002 году — 153 человека (русские — 88 %), в 2007 году — 221.

### XXI век
В начале XXI века Колтуши попадали в новостные ленты из-за скандала с главой местной администрации, Эдуардом Чирко.
21 августа 2010 года в Колтушах открылся мемориал «Защитникам Отечества». Основным элементом мемориала служит часть рубки атомной подводной лодки КС-411 «Оренбург». Памятник создавался при активном участии отставных моряков-подводников Северного флота, компактно проживающих в Колтушах, открытие памятника совершил первый командир К-411, капитан 1-го ранга Сергей Соболевский.
31 мая 2023 года Законодательное собрание Ленинградской области приняло сразу в трёх чтениях законопроект об образовании города Колтуши. Проект предполагает объединение деревни Колтуши с деревней Старая в один населённый пункт с сохранением наименования Колтуши. Укрупнённый населённый пункт Колтуши предлагается отнести к категории «город». Закон был подписан губернатором 14 июня 2023 года, вступил в силу 25 июня 2023 года.

## География
Город расположен в юго-западной части района на Колтушских высотах. В окрестностях города расположены реликтовые озёра (озеро Колтушское).
В городе пересекаются автодороги Колтушское шоссе — 41К-079 (Санкт-Петербург — Колтуши) и 41К-078 (Санкт-Петербург — Всеволожск). Расстояние до районного центра — 11 км.
Расстояние до ближайшей железнодорожной станции Заневский Пост — 10 км.

## Демография
| 1862 | 2007 | 2010 | 2017 | 2024    | 2025    |
| ---- | ---- | ---- | ---- | ------- | ------- |
| 312  | ↘221 | ↘173 | ↗216 | ↗14 473 | ↗14 954 |

Изменение численности населения деревни Колтуши за период с 1838 по 2021 год:
В 2023 году в состав города Колтуши была включена деревня Старая, население которой в 2021 году насчитывало 13 836 человек.
Национальный состав
По данным Всероссийской переписи населения 2021 года в деревне Колтуши проживали 453 человека, из них:
 русские — 402, армяне — 10, азербайджанцы — 8, таджики — 3, финны — 2, белорусы — 1, вепсы — 1, грузины — 1, евреи — 1, татары — 1, украинцы — 1 человек, остальные национальность не указали.

## Достопримечательности
Решением облисполкома № 189 от 16 мая 1988 года, усадьба Чоглоковых «Колтуши», признана памятником архитектуры.
В списке ценных природных объектов, подлежащих охране во Всеволожском районе, утверждённом решением Всеволожского городского Совета народных депутатов от 8 апреля 1993 года, за № 19 значится усадьба Чоглоковых «Колтуши» (5 га, дер. Колтуши).
В Колтушах на трассе «Монолит», с начала 1980-х годов проводились соревнования по мотокроссу и эндуро. Здесь тренировались и выступали лучшие гонщики Колтушской волости, Санкт-Петербурга и Ленинградской области. В настоящее время трасса отдана под застройку. Соревнований после 2007 года не проводилось.
В Колтушах действует православный храм святого праведного Иоанна Кронштадтского, а также идёт строительство православного храма святых первоверховных апостолов Петра и Павла.
На улице Генерала Чоглокова находится памятник генералу Павлу Николаевичу Чоглокову.
На ул. Павлова расположен дом Орбели — памятник архитектуры, входивший в Список всемирного наследия как часть комплекса биостанции, которую основал И. П. Павлов. Дом сгорел в мае 2023 года.
- Мемориал «Защитникам Отечества»
- Парк усадьбы Чоглоковых «Колтуши»
- Памятник генералу П. Н. Чоглокову

## Транспорт
Ближайшая железнодорожная платформа — 7 км на линии Санкт-Петербург, Ладожский вокзал — Мга, находится в 2,5 км к юго-западу от города. Одноимённая с городом платформа Колтуши находится в 8 км к югу от города.
Через Колтуши проходят трассы автобусных маршрутов:
- № 429 Санкт-Петербург,  Ладожская — Разметелево
- № 430А Санкт-Петербург,  Ладожская — Ёксолово
- № 453 Санкт-Петербург,  Ладожская — Дубровка
- № 492 Санкт-Петербург,  Улица Дыбенко — Колтуши
- № 531 Санкт-Петербург,  Ладожская — Всеволожск, больница
- № 531а Санкт-Петербург,  Ладожская — Всеволожск, Южный
- № 532 Санкт-Петербург,  Ладожская — Воейково
- № 534 Санкт-Петербург, улица Коммуны — Павлово
- № 603 Всеволожск, ж/д платформа — Посёлок имени Свердлова
- № 604 Всеволожск, ж/д платформа — Дубровка
- № 618 Всеволожск, ж/д платформа — Кудрово

## Улицы
Улицы, до 2023 года входившие в состав деревни Колтуши: Верхняя, Воейковское шоссе, Колтушское шоссе, Мягловское шоссе, Павловский проезд, 1-я Парковая, 2-я Парковая, Парковый проезд.
Улицы, до 2023 года входившие в состав деревни Старая: 1-я Баррикадная, 2-я Баррикадная, Верхняя, Генерала Чоглокова, Иоанна Кронштадтского, Колтушское шоссе, Мира, Молочный переулок, Нижняя, Новая, Новосергиевский проезд, Павловский проезд, Полевая, Садовая, Солнечная, Школьный переулок.